# Caladenia roei
Caladenia roei är en orkidéart som beskrevs av George Bentham. Caladenia roei ingår i släktet Caladenia och familjen orkidéer. Inga underarter finns listade i Catalogue of Life.

## Bildgalleri

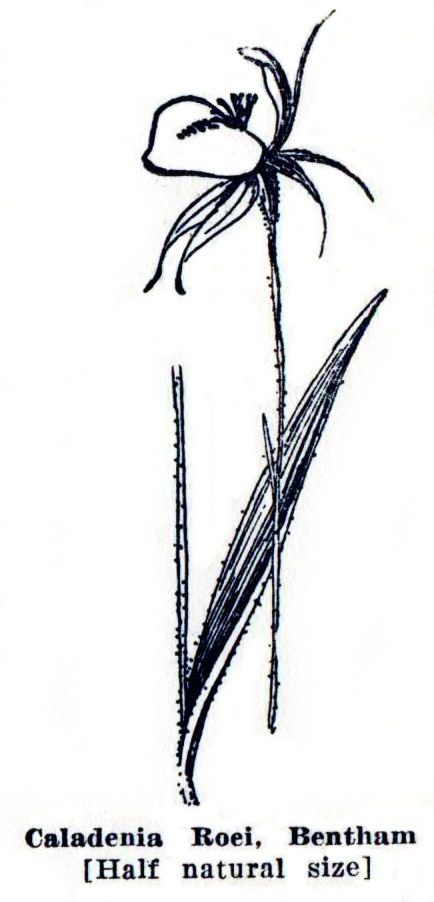